# サモンナイトエクステーゼ 夜明けの翼
『サモンナイトエクステーゼ 夜明けの翼』（サモンナイトエクステーゼ よあけのつばさ、Summon Night EX-THESE）は、バンプレスト（後のバンダイナムコエンターテインメント）から2005年8月4日にPlayStation 2用ソフトとして発売されたアクションRPG。

## 概要
『サモンナイトシリーズ』の外伝の一つで、ジャンルは「ファンタジックアクションRPG」。キャラクターデザインはいるも晴章。
本編シリーズがシミュレーションRPGの体裁となっているのに対し、本作はリアルタイムのアクション性を前面に押し出した内容となっている。また、世界観も本編シリーズとの繋がりは持ちつつも、これまでの作品とは異なる舞台となっている。
本作では、男女二人の主人公が一つの身体を共有しているという設定となっている。二人の主人公を任意のタイミングで切り替えつつ、剣によるアクションや召喚術を駆使して物語を進めていく。

## ゲームシステム
ごくオーソドックスなトップビュー形式のアクションRPGの体裁となっている。プレイヤーは主人公を操作して、フィールド上をリアルタイムで移動する雑魚キャラクター、ボスキャラクターと戦ったり、NPC（村や街の住人など）との会話を進めたりしながら物語を進めていく。フィールドの描画には3DCGも用いられてはいるが、視点の変更や回転はできない。キャラクターは2DCGで描かれる。

### 操作方法
プレイヤーは方向キーとボタンの操作によって、前後左右への移動、ジャンプ、チェンジ（主人公の交代）、剣による攻撃、MPを消費しての召喚術、装備中の回復アイテムの使用、といったアクションを行うことができる。この他にメニューを開くことにより、装備や召喚可能な召喚獣の変更、任意のアイテムを使用することができるが、ボスキャラクターとの戦闘中にはメニューを開くことができない。
剣による攻撃の際、攻撃ボタンを連打することで連続攻撃が発生する。攻撃のモーションや連続攻撃の攻撃回数は、行動中の主人公が装備している「剣技」によって変化する。また、男主人公のみ攻撃ボタンを一定時間押続けてから離す操作によって「チャージアタック」と呼称される威力の大きな攻撃を繰り出すことができる。

### チェンジ（主人公の交代）
身体を共有する二人の主人公は任意のタイミングで「チェンジ」を行うことができ、これによりその場でもう一方の主人公へと変身することができる。二人はそれぞれHPとMP、経験値とレベルが独立して設定されており、待機中の主人公は少しずつHPとMPが回復していく。二人の主人公は基本的な移動速度やジャンプ力には違いがないが、装備可能な「剣技」が異なるために攻撃モーションが異なる、召喚獣ごとに呼び出した際の威力もしくは効果などが違っている、属性攻撃に対する耐性が異なるなどといった差異があり、加えてそれぞれ性能の異なる防具や憑依召喚獣を別々に装備することができる。更に、フィールド上には男主人公か女主人公の一方でしかダメージを与えられない敵が数多く存在しているため、こまめに主人公を切り替えながらゲームを進めていく必要がある。
チェンジには制限もあり、短時間に連続してチェンジを繰り返すと一定期間交代が不可能になる。またチェンジの瞬間には若干の隙が生じるが、「チェンジスキル」と呼ばれるスキルを装備することにより、隙を補ったり、交代動作に特別な効果を付与したりすることができる。
経験値は倒した敵が落とす「ジェム」と呼称されるアイテムを拾うことで獲得する。このため敵を倒してジェムを拾い集める前にチェンジを行えば、もう一方の主人公に経験値を譲り渡すことができる。レベルアップは各主人公の経験値を貯めることで行われる。

### 召喚獣
召喚獣は「名前のかけら」を揃えて真名を明らかにすることによって召喚が可能となる。「名前のかけら」は特定の雑魚キャラクターを倒す、宝箱などを開ける、イベントでNPCから譲られるなどといった手段によって入手することができる。召喚獣を召喚した時の効果は一定範囲を攻撃するもの、自律的に敵を攻撃するもの、主人公の能力を向上させたりHPを回復したりするものなど様々で、さらに召喚獣と召喚者の組み合わせごとに異なる。また憑依召喚獣として各主人公に装備させることで、各主人公の攻撃性能や属性耐性など様々な能力を向上させることができる。
また、これらの召喚獣の多くはフィールド上で使用したり主人公に憑依させたりすることにより、ダンジョンの仕掛けを解除したり、宝箱などに隠されたアイテムや他の召喚獣の「名前のかけら」を入手したりするなど、ストーリー進行に必要なトリガーとしても機能する。このため召喚獣集めはゲームを進める上でも重要な作業となる。

### 行動不能とゲームオーバー
敵の攻撃によって行動中の主人公がダメージを受け、HPが0になると行動不能状態となり、もう一方の主人公への強制的な交代が発生する。その後はセーブポイントなどで休息するか、メニューから使用できる復活アイテムによって行動不能状態を回復させるまでは交代が不可能になる。なお、ボスキャラクターとの戦闘中にはメニューを開くことができない関係上、もう一方の主人公の行動不能を回復する手段がなくなる。
二人の主人公のHPが両者とも0になるとゲームオーバーとなる。雑魚キャラクターとの戦いやイベント戦闘で敗れた場合は以前にセーブしたところからやり直しとなるが、ボスキャラクター戦闘では負けても戦闘の直前からやり直すことが可能となっている。

### 夜会話
サモンナイトシリーズにおける共通要素である「夜会話」は、物語の合間に挿入される強制的なイベントとして扱われている。本作の夜会話は二人の主人公の会話に限定されており、相手を選ぶことはできない。

## ストーリー
見知らぬ洞窟の中で目覚めた主人公は、過去の記憶を失っていること、一つの身体に二つの意識が入ってしまっていることに気付く。彼らの目の前に現れた不思議な少年・ノヴァの言葉により、二人は自分自身と世界の理を知るための長い旅に出る。
二人は冒険を重ね、「白夜」と呼ばれる慈善集団の助力を得るようになるが、世界の真実に迫るうちに、自分たちの身に降りかかった奇異の原因が、世界全体を巻き込みつつある脅威の一端であるという真相に辿り着く。

## 登場キャラクター

### 主人公
過去の記憶を失い、一つの身体を共有することになってしまった男女二人の冒険者。開始時に選んだ主人公が物語を牽引する役割を割り振られる。ちなみに二人は一つの身体を共有しているため、実世界で会って話す事は出来ないが、常夜の石で意思の疎通が出来る。
元々は二人で転生の塔を目指してノヴァと共に旅を続けていた。転生の塔に入り込んだ時にエグゼナの襲撃に遭い、片方の主人公の体が乗っ取られてしまう。ノヴァの力で乗っ取られた体と魂を引き剥がし、主人公の体に魂を入れるが、その結果として記憶を失ってしまう。エンディングでは無事に体と魂が元に戻る。
レオン
声 - 千葉進歩
男性主人公。ぶっきらぼうで口数も少ない為、冷たいと思われがちだが、実際は正義感と優しさを兼ね備えている。
人付き合いが少々苦手で、積極的に他人と話そうとはしない。食べ物の好き嫌いが激しい。
大剣を操り、縦方向に振り下ろし、振り上げる攻撃パターンの重い一撃で相手をねじ伏せる戦いが得意。機・霊属性召喚術との相性が良い。
エイナ
声 - 榎本温子
女性主人公。性格は明るく活発、楽観的で「悩んだらまず行動」というタイプだが、少々泣き虫。
人付き合いが良い反面、困っている人を放っておけないお節介な面もある。美味しいものが好きでかなりの食いしん坊らしく、レオン曰く「底なしの胃袋」。
細剣を振るい、横方向になぎ払う攻撃パターンで速さと手数で敵を圧倒する戦いを得意とする。鬼・獣属性召喚術との相性が良い。

### 主人公を導く者達
ノヴァ
声 - 石田彰
記憶を失った主人公たちの目の前に現れる不思議な少年。
主人公たちの過去を知る人物であり、姿を消した彼の行方を追い、真実を知るために主人公たちは長い旅に出る。
何らかの原因で前世で亡くなり、転生の輪から外れてこの世界に来てしまった魂に、世界の理を教え、転生の輪へと戻す“転生の塔”へと案内をする役目（導き手）だった。本来は成人した男性で、主人公と共に転生の塔に入り込んだときエグゼナの襲撃に遭い、自らの力を振り絞り主人公を助けたことで、自分も捕まってしまう。少年の姿で現れるのはエグゼナに捕らえられている影響で十分に力を発揮できないから。
ファイファー
声 - 若本規夫
記憶を失って倒れていた主人公を介抱した人語を話す老獅子。たてがみが炎となっている。ノヴァとは旧知の間柄らしい。
豊富な知識と経験で、主人公たちの旅を後方から支援する。格言をよく口にする。
この世界における最古の導き手。ノヴァの師匠。古の先達たちが遺した歴史や遺物を守護する役目をしている。現役を引退した身であるが、その力はまだまだ健在。

### 白夜
アレスパの街を本拠地としている、人々を導くという目的を持って活動している慈善集団。
キサナ
声 - 雪野五月
白夜を主宰する美しい女性。その優しくて柔らかい物腰と母性から「聖女」とも呼ばれ、大勢の人々から慕われている。
強大な魔力を持つらしいが、その優しさゆえ、自ら進んで戦う事はなく詳細は不明。
導き手の一人で、ノヴァの弟子。自分なりの方法で人々を転生へ導こうとするが、なかなかうまくいかないジレンマから、エグゼナの標的にされ“苗床”にされてしまう。自らの力と意識の一部を切り離しエグゼナの思惑を阻止しようとするが対抗しきれず、最終的には能力と体を乗っ取られてしまい、主人公に思いを託し力尽きる。
ユヅキ
声 - 本田貴子
白夜メンバー。符術を使うシルターンの女侍。凛々しく、端正な印象。正義感と忠義心に篤く、生真面目な性格。キサナを盲目的に信奉している。
白夜の最古参であり、キサナの片腕的存在。カラクリ仕掛（機械）と色恋沙汰は苦手。
リゼルド
声 - 楠大典
白夜メンバー。ロレイラルの機械兵士。非常に強固な装甲を全身に覆っている。過去の記憶を失い砂漠を彷徨っていたところをキサナに拾われ、白夜のメンバーになった。
射撃・砲撃戦を得意とし、その戦闘力はユヅキにも引けを取らない。通常の機械兵士とは違い、人間の感情に近い思考プログラムが組み込まれている模様だが、表情は変わらない。
ピア
声 - 松岡由貴
白夜メンバー。サプレスの天使の少女。仲間の天使たちとはぐれ、迷子になっていたところをキサナに保護された。純真で素直な性格。
姿や考え方などはまだ幼く、魔物たちと戦う力は持っていないが、治癒や瞬間転移、読心やテレパシーなどの能力に長け、任務ではユヅキやリゼルドのサポートを務める。レオンやエイナを自分の兄・姉のように慕っている。
オーレル
声 - 松野太紀
白夜メンバー。犬型の亜人・バウナス族の青年。少々理屈っぽく、見栄っ張りな性格。優れた頭脳を生かして白夜に貢献しているが、戦闘はかなり苦手。本人はそれに不満を持ち、敵と戦う力を欲している。そのため主人公たちのような強い力の持ち主に嫉妬する事もあり、特にエイナが表出している際には直接不満をぶつける事もある。
リゼルドのメンテナンス作業も彼の仕事。一度考え出すと周りの声が耳に入らないくらいに熱中する事がある。

### 主人公の関係者
ベクサー
声 - 堀内賢雄
人々を導くという白夜の理念に反発を抱き、その活動を妨害している男性。雷をまとった閃光剣の使い手で、主人公と対決する一幕もある。その過激な言動には、彼らなりの理由と意図があるらしいが、当初はそれを明かそうとはしない。
以前はエグゼナに寄生される前のキサナに転生の塔への導きをリニアと共に受けていた。しかし自ら転生を放棄して、この世界に留まる道を選ぶ。その後意識の一部を切り離したキサナに助けを求められ、エグゼナに乗っ取られたもう一人のキサナの思惑を阻止しようとする。表向きには白夜の妨害行為をしているため、悪人扱いされているが、義理に厚く、キサナにとても恩義を感じている。
リニア
声 - 田中理恵
ベクサーと行動を共にしている女性秘書型機械人形（フラーゼン）。銃火器による戦闘が得意。無表情でマイペース。ベクサーを「ベクサー様」「マスター」と呼び、彼以外の人間を見下して相手の神経を逆撫でするような口調で話し、所構わず銃を乱射しようとする（本人曰く「本気で暴れたい年頃」）という物騒な言動が目立ち、ベクサーにいさめられる事もあるが、実はベクサー想いの繊細な一面を持つ。

### その他のキャラクター
ルチル
声 - 中原麻衣
主人公たちの行く先々に現れる悪魔商人の少女。主人公を嘘の情報で騙したことがきっかけで知り合う。各地を放浪しており、主人公の前に神出鬼没で現れる。彼女の店でしか手に入らないアイテムもある。
憎まれ口を叩くが、悪魔としての破壊力は無いため、導き手からはお目こぼしをされている。死後の魂や精神の世界であるこの世界において、唯一生身の体で出入りできる能力を持つ。
ムガ
声 - 松岡美佳
ルチルの使い魔で、彼女が不在の時は代わりに店番をすることもある。「ムガムガ」「ムーガガッ」としかしゃべれない。ある場所で手に入る、「サモ缶カレー味」が大好物。
エグゼナ
声 - 天田益男
物語の後半で突如明らかになる存在。生命体としての形を持たず、他者に寄生して魂を吸い取ったり、“苗床”として体をのっとる能力を持つ。
「大輪の花を咲かせる」為、長い間キサナに寄生し、彼女のフリをして転生の塔を根城に、自らの食料である魂を供給していた。最終的にはキサナの能力と体を乗っ取り、ラストボスとして主人公たちに立ちはだかる。その正体は志半ばで転生が出来ずに死んでしまった魂たちの怨念の集合体。
リコ
最初の町に住んでいる女の子。はぐれ召喚獣に襲われそうになっている所を助ける事になる。ジャンプヒーローズ読み切り漫画にも登場。
ハンス
最初の町に住んでいる青年。ある手紙を探してほしいと主人公に依頼してくる。

## 世界観
本作の舞台となる世界は「界の狭間」または「夢と現の界層」と呼ばれ、サモンナイトシリーズの世界観においては「輪廻転生の輪」からこぼれてしまった魂が行き着く、いわゆる死後の世界と位置づけられている。住人の多くは自分たちが死者であることを忘れており、その自覚を持たないまま日々の生活に埋もれ、世界を構成する一部となっていく一方、世界の真実に自力で気づき試練を乗り越え、「導き手」と呼ばれる者の助力を得て「転生の塔」と呼ばれる場所に辿り着くことができたほんのひと握りの者のみが、転生する資格のある魂として選別され、サモンナイトシリーズの主要な舞台であるリィンバウムなどの世界に生まれ変わることができるとされている。日常に埋もれていく者たちは「定着せし者」、日常に埋もれることに抗い世界の真実を求め転生を目指す者は「放浪者」と呼ばれる。
これらの真相は物語の開始時には伏せられており、中盤になって明かされる。

## ナンバリングシリーズでの本作キャラの出演
『サモンナイト4』の無限界廊（界の狭間）の最終ステージが転生の塔であり、そこに白夜のユヅキ、リゼルド、オーレル、ピアが最強の敵として登場する。オーレルはつぎはぎの石版と双覇竜ブリスゴアを装備し、クリア後にレオンとエイナのものと思われる大剣と細剣が入手出来る。バトルの前後に4のキャラとの会話があり、ファンサービスとなっている。会話ではルチルとムガも登場するが、そこで本作本編の会話にあった“同業者の飲み仲間”がメイメイであった事も明らかになる。また、4の召喚ユニットはお気に入りに指定する事でカラーの変更が可能だが、プニムのカラーバリエーションにレオン&エイナの変身バージョンも含まれている。

## 主題歌
オープニングテーマ「白夜」
作詞・作曲 - 藤田千章 / 歌 - 松本英子
エンディングテーマ「道なき道を〜ぼくらにしかできない事〜」
作詞・作曲 - 藤田千章 / 歌 - 松本英子
イメージソング「白夜 featuring エイナ」
作詞・作曲 - 藤田千章 / 歌 - 榎本温子
エイナ役の榎本温子をボーカルとした、オープニング主題歌のアレンジバージョン。同タイトルのシングルCDに収録。

## 漫画版
2005年6月30日に発売された週刊少年ジャンプの増刊号『ジャンプヒーローズ』に読み切り作品として掲載。作画は岡野剛。

## 関連商品

### CD
- 白夜 サモンナイトエクステーゼ〜夜明けの翼〜 オープニングテーマ
- 白夜 fearturing エイナ サモンナイトエクステーゼ〜夜明けの翼〜 オープニングテーマ
- サモンナイトエクステーゼ〜夜明けの翼〜 オリジナルサウンドトラック